# Kulin Shire
Kulin Shire är en kommun i Australien. Den ligger i delstaten Western Australia, omkring 270 kilometer öster om delstatshuvudstaden Perth. Antalet invånare var 765 vid folkräkningen 2016. Arean är 4 790 kvadratkilometer.
Följande samhällen finns i Kulin:
- Kulin
- Pingaring
- Jilakin